# 노공필
노공필(盧公弼, 1445년 ~ 1516년)은 조선의 문신이다. 본관은 교하(交河), 자는 희량(希亮), 호는 국일재(菊逸齋)이다. 아버지는 영의정 노사신(思愼)이며, 어머니는 첨지(僉知) 경유근(慶由謹)의 딸이다.
1466년 춘시 문과에 급제하여 성균관직강, 동부승지, 우부승지, 좌부승지, 우승지, 좌승지, 도승지, 이조참의, 예조참의, 병조참의, 부제학을 거쳐 1483년 대사헌이 되었고, 이후 병조참판, 이조참판, 호조참판, 동지중추부사, 지중추부사 등을 거쳐서 경기도관찰사 및 공조판서, 형조판서, 병조판서, 예조판서, 호조판서, 이조판서 등 6조 판서와 우참찬, 좌참찬을 두루 역임하였다.
1506년 중종반정(中宗反正) 뒤 판돈녕부사(判敦寧府事) 교성군(交城君)에 봉군되고, 1506년(중종 1) 중종반정 후 정국원종공신 2등에 녹훈되었다. 우찬성이 되었다가 1507년(중종 2) 영돈녕부사(領敦寧府事)에 올랐다.
1510년(중종 5년) 판의금부사(兼判義禁府事)가 되었다. 1514년 영중추부사로 사직하고 궤장(几杖)이 하사되었다.